# Georgij Maljenkov
Georgij Maljenkov (8. siječnja 1902. – 14. siječnja 1988.) je bio sovjetski političar, de facto glavni tajnik komunističke partije (6. ožujka - 7. rujna 1953.) i premijer Sovjetskog Saveza 1953. – 1955. godine.

## Mladost
Georgij Maljenkov je rođen u gradu Orenburgu na području Ruske carevine 8. siječnja 1902. godine. Izbijanje Oktobarske revolucije je imalo veliki utjecaj na ovog mladića koji se već u 17 godini pridružuje Crvenoj armiji tijekom borbi s bijelogardijcima. Taj početni entuzijazam je nagrađen prvi put u travnju 1920. godine kad Maljenkov postaje član komunističke partije. U skladu s prikazanom vjernošću novoj državi tijekom vojnog služenja je bio postavljen bez obzira na to što je imao manje od 20 godina na poziciju političkog komesara. Tijekom ovog svog početka karijere on sretnom okolnošću upoznaje Nikolaja Ježova, budućeg šefa NKVD-a, koji mu postaje politički mentor tijekom sljedećih 15 godina. Prvi dio života Georgija Maljenkova završava kada nakon napuštanja vojske 1921. godine kreće na Moskovski tehnički fakultet koji će s uspjehom završiti 1925. godine.

## Tajna policija
Po završetku fakulteta počinje raditi u NKVD-u pod zaštitom Ježova. Kada započinju Staljinove čistke u drugoj polovici tridesetih godina Maljenkov se aktivno uključuje u traženju i likvidiranju protudržavnih elemenata. Taj njegov entuzijazam koji nikako da bude prekinut još od tinejdžerskih dana je bio primjećen tako da ga se u ovo crno vrijeme redovito nalazi na sastancima s glavnim odgovornima za čistke. Veoma često na tim okupljanjima on se pred Staljinom čak natječe protiv Berije u pokušajima da nađe veći broj državnih neprijatelja. Kada njegov zaštitnik Nikolaj Ježov pada u zadnjim čistkama on nije niti trepnuo nego se pokušava izboriti da ga naslijedi na mjestu šefa tajne policije, ali tadašnji državni vođa na iznenađenje svih odlučuje prihvatiti politički testament palog šefa tajne službe koji zahtjeva da ga Berija naslijedi.  Ova kadrovska odluka je zajedno s ratom blokirala daljnja napredovanja u službi sve do 1946. godine kada napokon postaje član Politibiroa. To napredovanju mu se u trenu učinilo da je bilo Pirova pobjeda pošto ga savez Andreja Ždanova Staljinovog očekivanog nasljednika i Berije protjeruje u Kazahstan daleko od baze političke moći. Tek kada je Ždanov umro 1948. godine, Maljenkov se vraća u europski dio SSSR-a ili točnije u Lenjingrad gdje je vršio čistke krajem četrdesetih i početkom pedesetih godina dvadesetog stoljeća. Nagrada za ovaj dobro obavljeni posao postaje položaj tajnika centralnog komiteta komunističke partije 1952. godine.

## Bitka za vlast
Iznenadna smrt Staljina 5. ožujka 1953. godine je kratkotrajno bacila u rasulo središnju vlast u SSSR-u. Tijekom postignutog dogovora nakon smrti vođe od 10 sekretara centralnog komiteta čak četvorica su dobila otkaze (među njima i Leonid Brežnjev). Tijekom tih spletki Maljenkov je uspio dobiti potporu svog negdašnjeg konkurenta za čelo NKVD, Berije uz čiju pomoć postaje premijer SSSR-a i zbog te činjenice de facto generalni sekretar komunističke partije. Samo deset dana kasnije na novome glasovanju Nikita Hruščov se izborio da se Maljenkov izbaci iz tajništva centralnog komiteta, ali do prave smjene će se morati čekati rujanski plenum. U iščekivanju toga događaja Hruščov pomoću Suslova počinje napad na Beriju koji će završiti njegovim zatvaranjem i pogubljenjem. Uništivši tako političku potporu Maljenkova, Hruščov se uspio izboriti da bude izabran za prvog tajnika centralnog komiteta 7. rujna 1953. godine. Tim događajem je počelo prvo dvovlašće u povjesti SSSR-a između dva konkurentska političara koji žele svu moć za sebe. Najgora činjenica u toj njihovoj borbi se sastojala da je to bila da borba za vlast i ništa drugo pošto su njih oboje imali slični pogled o budućem razvoju države koja se trebala odmaknuti od vojne industrije kako bi proizvodila dobra za boljitak stanovništva.

## Pad i nakon njega
Ostavši bez političke baze krajem 1953. godine pad Maljenkova je bio samo pitanje mjeseca i nalaženja nužnih razloga koji će biti ponuđeni kao objašnjenje za smjenu. Trijumfirat tajnika centralnog komitetu u sastavu Hruščov, Suslov, Pospelov (posljednji tajnik je bio Šatalin koji podržava premijera i zbog čega je smjenjen u ožujku) donosi odluku o smjeni Maljenkova 8. veljače 1955. godine, a kao razlog su navedene spore reforme i prijateljstvo premijera s pogubljenim "izdajnikom" Berijom (pogubljen je kao izdajnik). Bez obzira na ovu smjenu Maljenkov je ostao član Politibiroa sve do 1957. godine kada zajedno s premijerom Bulganinom i Molotovim sudjeluje u pokušaju izglasavanje nepovjerenja Hruščovu. Neuspjeh te smjene zbog uplitanja Suslova i Žukova rezultira njegovim izbacivanjem iz Politbiroa, a 1961. godine i iz komunističke partije. Kako bi mu se dao posao na sigurnoj udaljenosti od budućih potencijalnih spletki Maljenkov je poslan u Kazahstan na položaj direktora jedne od tamošljih hidroelektrana. Posljednje godine života ovaj vatreni komunist je proveo pjevajući u crkvenom zboru Moskovske katedrale. Georgij Maljenkov je umro u Moskvi 14. siječnja 1988. godine.
| Prethodnik:   | Vođa Sovjetskog Saveza 1953 - 1955 | Nasljednik:    |
| Josif Staljin | Vođa Sovjetskog Saveza 1953 - 1955 | Nikita Hruščov |

| Prethodnik:   | Premijer Sovjetskog Saveza 1953 - 1955 | Nasljednik:      |
| Josif Staljin | Premijer Sovjetskog Saveza 1953 - 1955 | Nikolaj Bulganin |